# 현일초등학교
현일초등학교는 대한민국 경기도 평택시에 있는 공립 초등학교이다.

## 학교 연혁
- 2004년 12월 3일 현일초등학교 설립 인가
- 2005년 3월 1일 초대 이근종 교장 취임
- 2005년 3월 2일 개교(8학급)
- 2005년 3월 10일 병설유치원 개원
- 2006년 2월 18일 제1회 졸업식(52명)
- 2006년 3월 5일 29학급 편성
- 2007년 2월 14일 제2회 졸업식(83명)
- 2007년 3월 1일 35학급 편성
- 2008년 2월 16일 제3회 졸업식(138명)
- 2008년 3월 1일 38학급 편성
- 2009년 2월 10일 현일 육상부 창단
- 2009년 2월 12일 제4회 졸업식(154명)
- 2009년 3월 1일 37학급 편성
- 2011년 3월 1일 교육과학기술부 지정 자율형 창의경영학교운영(~2013)
- 2011년 6월 30일 소년체전 우수교 교육감 표창
- 2011년 9월 1일 자율형 창의경영학교 지정(～2013년)
- 2012년 3월 1일 제4대 이영원 교장선생님 취임
- 2013년 1월 21일 과학교육 우수학교 교육감 표창
- 2013년 7월 2일 운동부육성 우수교 교육감 표창
- 2013년 12월 5일 건강관리, 체력 증진 우수교 교육감 표창
- 2013년 12월 6일 환경교육 우수교 교육감 표창
- 2013년 12월 31일 유치원교육과정운영 우수교 교육감 표창
- 2014년 12월 19일 학교보건교육 우수교 교육감 표창
- 2014년 12월 31일 2014학생맞춤형 학력향상 프로그램 운영 우수교 교육감 표창
- 2015년 2월 13일 제10회 졸업식(170명) - 누계: 1,550명
- 2015년 3월 2일 34학급 편성, 유치원 2학급 편성